# Eredivisie (mannenhandbal) 1983/84
De Eredivisie is de hoogste afdeling van het Nederlandse handbal bij de heren op landelijk niveau. In het seizoen 1983/1984 werd Vlug en Lenig voor de derde keer landskampioen. Van der Voort/Quintus en Arts/Meteoor degradeerden naar de Eerste divisie.

## Opzet
De twaalf teams spelen in competitieverband tweemaal tegen elkaar. De nummer één mag zich landskampioen van Nederland noemen, de nummers elf en twaalf degraderen naar de eerste divisie.

## Teams
| Club                          | Plaats     | Provincie     | Trainer       | Hal                     |
| ----------------------------- | ---------- | ------------- | ------------- | ----------------------- |
| Aalsmeer                      | Aalsmeer   | Noord-Holland |               | De Bloemhof             |
| NCR/Blauw-Wit                 | Neerbeek   | Limburg       | Hans Brouwers | De Haamen               |
| HAKA/E en O                   | Emmen      | Drenthe       | Henk Groener  | Angelslo                |
| Duyvestein Wintersport/Hellas | Den Haag   | Zuid-Holland  | Jan Alma      | Duyvensteinhal          |
| van Eijmeren/Hermes           | Den Haag   | Zuid-Holland  |               | Vliegermolen (Voorburg) |
| Arts/Meteoor                  | Eindhoven  | Noord-Brabant |               |                         |
| Van der Voort/Quintus         | Kwintsheul | Zuid-Holland  |               | Van der Voorthal        |
| Sittardia                     | Sittard    | Limburg       | Ton Velraeds  | Stadssporthal           |
| Enzico/Swift                  | Roermond   | Limburg       |               | Jo Gerrishal            |
| Vlug en Lenig                 | Geleen     | Limburg       | Pim Rietbroek | Glanerbrook             |

## Stand
| Pos | Club                          | Wed | W  | G | V  | Ptn | DV  | DT  | +/− | Opmerking                      |
| --- | ----------------------------- | --- | -- | - | -- | --- | --- | --- | --- | ------------------------------ |
| 1   | Vlug en Lenig                 | 18  | 13 | 2 | 3  | 29  | 340 | 245 | +95 | Landskampioen                  |
| 2   | Sittardia                     | 18  | 12 | 4 | 2  | 28  | 341 | 314 | +27 |                                |
| 3   | Aalsmeer                      | 18  | 12 | 2 | 4  | 25  | 302 | 285 | +17 |                                |
| 4   | NCR/Blauw-Wit                 | 18  | 9  | 2 | 7  | 20  | 301 | 298 | −3  |                                |
| 5   | Duyvestein Wintersport/Hellas | 18  | 7  | 2 | 9  | 16  | 319 | 329 | −10 |                                |
| 6   | Enzico/Swift                  | 18  | 7  | 2 | 9  | 16  | 300 | 316 | −16 |                                |
| 7   | van Eijmeren/Hermes           | 18  | 5  | 5 | 8  | 15  | 271 | 293 | −22 |                                |
| 8   | HAKA/E en O                   | 18  | 5  | 4 | 9  | 14  | 295 | 316 | −21 |                                |
| 9   | Van der Voort/Quintus         | 18  | 5  | 2 | 10 | 12  | 304 | 316 | −12 | Degradatie naar eerste divisie |
| 10  | Arts/Meteoor                  | 18  | 2  | 3 | 13 | 7   | 286 | 347 | −61 | Degradatie naar eerste divisie |

## Handballer van het jaar
In het seizoen 1983/1984 werd voor de tweede keer Jacques Josten uitgeroepen tot handballer van het jaar. 
| Pos | Naam              | Ptn |
| --- | ----------------- | --- |
| 1   | Jacques Josten    | 39  |
| 2   | Wiel Schmeitz     | 37  |
| 3   | Jan-Willem Hamers | 27  |

## Trivia
- De eerste drie plaatsen van de verkiezing voor Nederlands handballer van het jaar waren allemaal Limburgse handballers.